# Primovské skaly
Primovské skaly este o arie protejată (arie specială de conservare — SAC, sit de importanță comunitară — SCI) din Slovacia întinsă pe o suprafață de 7,61 ha, integral pe uscat.

## Localizare
Centrul sitului Primovské skaly este situat la coordonatele 49°00′56″N 20°23′06″E / 49.015556°N 20.385°E.

## Înființare
Situl Primovské skaly a fost declarat sit de importanță comunitară în octombrie 2011 pentru a proteja 1 specie de plante. Situl a fost protejat și ca arie specială de conservare în august 2011.

## Biodiversitate
Situată în ecoregiunea alpină, aria protejată conține 4 habitate naturale: Fânețe de joasă altitudine (Alopecurus pratensis, Sanguisorba officinalis), Pante stâncoase silicioase cu vegetație casmofită, Pajiști stepice subpanonice, Pajiști carstice calcaroase sau bazofile, de Alysso-Sedion albi.
La baza desemnării sitului se află o specie protejată de  plante: dedițelul (Pulsatilla patens).
Pe lângă speciile protejate, pe teritoriul sitului au mai fost identificate 1 specie de plante.